# Turbonilla virgo
Turbonilla virgo är en snäckart som först beskrevs av Carpenter 1864.  Turbonilla virgo ingår i släktet Turbonilla och familjen Pyramidellidae. Inga underarter finns listade i Catalogue of Life.